# Wim Rijsbergen
Wilhelmus Gerardus „Wim“ Rijsbergen (* 18. Januar 1952 in Leiden) ist ein ehemaliger niederländischer Fußballspieler.
Der Verteidiger Rijsbergen begann seine Profikarriere 1970 beim PEC Zwolle und spielte bereits ein Jahr später bei Feyenoord Rotterdam. Bei Feyenoord avancierte er zum niederländischen Nationalspieler und Bondscoach Rinus Michels nominierte ihn in das Aufgebot für die Fußball-Weltmeisterschaft 1974 in Deutschland. Während des Turniers erspielte er sich einen Stammplatz und gehörte auch zur Anfangself im WM-Finale gegen Deutschland. Rijsbergen blieb bis 1978 und ging dann in die USA, wo er gemeinsam mit Franz Beckenbauer bei Cosmos New York spielte. Vor diesem Wechsel gehörte er zum Aufgebot der Niederlande bei der Fußball-Weltmeisterschaft 1978 in Argentinien. Er spielte jedoch nur in der Vorrunde und verlor seinen Stammplatz an den jungen Innenverteidiger Ernie Brandts. Seine Profikarriere beendete er 1986 wieder in den Niederlanden beim FC Utrecht.
Für die niederländische Nationalelf hat er insgesamt 28 Länderspiele bestritten.
Nach seiner aktiven Laufbahn arbeitete er als Fußballtrainer für diverse Klubs. Als Assistenztrainer von Leo Beenhakker nahm er mit Trinidad und Tobago an der Fußball-Weltmeisterschaft 2006 in Deutschland teil. Im Anschluss übernahm er nach Beenhakkers Weggang den Nationaltrainerposten, wurde aber in der Zwischenzeit von Francisco Maturana abgelöst. Von 2011 bis 2012 war er Trainer der indonesischen Fußballnationalmannschaft.